# Dampvalley-lès-Colombe
Dampvalley-lès-Colombe är en kommun i departementet Haute-Saône i regionen Bourgogne-Franche-Comté i östra Frankrike. Kommunen ligger i kantonen Noroy-le-Bourg som tillhör arrondissementet Vesoul. År 2022 hade Dampvalley-lès-Colombe 119 invånare.

## Befolkningsutveckling
Antalet invånare i kommunen Dampvalley-lès-Colombe
| Referens: INSEE |